# Ischalis thermochromata
Ischalis thermochromata là một loài bướm đêm trong họ Geometridae.